# Tracheloteina bilobata
Tracheloteina bilobata är en fjärilsart som beskrevs av László Anthony Gozmány. Tracheloteina bilobata ingår i släktet Tracheloteina och familjen äkta malar. Inga underarter finns listade i Catalogue of Life.